# Isaac D. Barnard

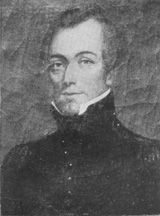
Isaac D. Barnard

Isaac Dutton Barnard (* 18. Juli 1791 in Aston Township, Delaware County, Provinz Pennsylvania; † 28. Februar 1834 in West Chester, Pennsylvania) war ein US-amerikanischer Politiker (Demokratisch-Republikanische Partei), der den Bundesstaat Pennsylvania im US-Senat vertrat.
Isaac Barnard lebte als Kind mit seinen Eltern auf einer Farm in der Nähe von Chester, wo er auch die öffentlichen Schulen besuchte. Nachdem er einige Zeit in Philadelphia verbracht hatte, kehrte er 1811 nach Chester zurück. Sein Jura-Studium musste er wegen seines Einsatzes im Britisch-Amerikanischen Krieg unterbrechen. Er wurde zunächst Captain und später Major des 14. Infanterieregiments der US Army.
Nachdem er sein Studium wieder aufgenommen und abgeschlossen hatte, wurde er 1816 in die Anwaltskammer aufgenommen und begann in West Chester zu praktizieren. Zwischen 1817 und 1821 war er stellvertretender Attorney General des Chester County. 1820 zog er in den Senat von Pennsylvania ein, wo er bis 1826 verblieb; in diesem Jahr wurde er Secretary of the Commonwealth von Pennsylvania.
Schließlich wurde Barnard 1826 in den US-Senat gewählt. Diesem gehörte er jedoch nur vom 4. März 1827 bis zu seinem Rücktritt am 6. Dezember 1831 an; in dieser Zeit fungierte er als Vorsitzender des Committee on Militia. Bereits im Februar 1834 starb Isaac Barnard in West Chester.